# 紀元前323年
紀元前323年（きげんぜんさんびゃくにじゅうさんねん）は、ローマ暦の年である。
当時は、「ロングスとケレタヌスが共和政ローマ執政官に就任した年」として知られていた（もしくは、それほど使われてはいないが、ローマ建国紀元431年）。紀年法として西暦（キリスト紀元）がヨーロッパで広く普及した中世時代初期以降、この年は紀元前323年と表記されるのが一般的となった。

## 他の紀年法
- 干支 : 戊戌
- 日本
  - 皇紀338年
  - 孝安天皇70年
- 中国
  - 周 - 顕王46年
  - 秦 - 恵文王2年
  - 楚 - 懐王6年
  - 斉 - 威王34年
  - 燕 - 易王10年
  - 趙 - 武霊王3年
  - 魏 - 恵王後元12年
  - 韓 - 宣恵王10年
- 朝鮮
  - 檀紀2011年
- ベトナム :
- 仏滅紀元 : 222年
- ユダヤ暦 :

## できごと

### マケドニア
- 6月 - バビロンでアレクサンドロス3世（アレクサンドロス大王）が死去。
  - 大王の死去と社会情勢により民衆に動揺が広がりインフレーションが発生。これが記録が残る最古のインフレーションである[1]
- アレクサンドロス3世の遺将たち（ディアドコイ）によりバビロン会議が行われた後、ディアドコイ戦争が開始。

### ギリシア
- アレクサンドロス大王没後、デモステネスが召還されアテナイに帰国し、再び反マケドニア運動を展開。
- ギリシア同盟軍が反マケドニア戦争（ラミア戦争）を起こす。

### 中国
- 秦の張儀が齧桑で、斉と楚に会見する。
- 韓の宣恵王と燕の易王が王を称す。

## 誕生
- アレクサンドロス4世、マケドニア国王、アレクサンドロス4世の子

## 死去
- ディオゲネス (犬儒学派) - 古代ギリシャの哲学者
- アレクサンドロス3世 - 古代ギリシャの王
- 魯の景公 - 魯の君主